# Effiduase
Effiduase – miasto w Ghanie, w regionie Aszanti, w dystrykcie Sekyere East.